# Final de la Liga Nacional de Básquet 2018-19
La final de la temporada 2018-19 de La Liga Nacional fue la trigésima quinta final disputada y tuvo lugar entre junio y julio de 2019. Se disputó al mejor de siete juegos como se hace desde la temporada 1990-91, consagrándose campeón aquel equipo que llegase a vencer en cuatro partidos.
El primer finalista se definió el 14 de junio, siendo Instituto el clasificado, que alcanzó esta instancia por primera vez en su historia. El 16 de junio clasificó el segundo finalista, San Lorenzo de Buenos Aires, el campeón defensor.
A diferencia de otras series finales, ésta se televisaría íntegramente por TyC Sports 2 ya que la señal principal del canal está cubriendo la Copa América 2019. Además, la serie completa se disputará sin la presencia del público visitante. Sin embargo el último juego, el juego siete, se televisó por la señal principal del canal, TyC Sports.
El campeón vigente retuvo su título y se consagró tetracampeón, siendo la primera institución que logra llegar a dicha marca.

## Reseña previa
|  | Octavos de final | Octavos de final  | Octavos de final |                    |     | Cuartos de final | Cuartos de final | Cuartos de final |   |  | Semifinales | Semifinales | Semifinales      |  |  | Final | Final | Final |  |
|  |                  |                   |                  |                    |     |                  |                  |                  |   |  |             |             |                  |  |  |       |       |       |  |
|  |                  |                   |                  |                    |     |                  |                  |                  |   |  |             |             |                  |  |  |       |       |       |  |
|  | 1.º              | San Lorenzo (BA)  | 3                |                    |     |                  |                  |                  |   |  |             |             |                  |  |  |       |       |       |  |
|  | 1.º              | San Lorenzo (BA)  | 3                |                    |     |                  |                  |                  |   |  |             |             |                  |  |  |       |       |       |  |
|  | 16.º             | Hispano Americano | 0                |                    |     |                  |                  |                  |   |  |             |             |                  |  |  |       |       |       |  |
|  | 16.º             | Hispano Americano | 0                |                    | 1.º | San Lorenzo (BA) | 3                |                  |   |  |             |             |                  |  |  |       |       |       |  |
|  |                  |                   |                  |                    | 1.º | San Lorenzo (BA) | 3                |                  |   |  |             |             |                  |  |  |       |       |       |  |
|  |                  |                   | 8.º              | Boca Juniors       | 2   |                  |                  |                  |   |  |             |             |                  |  |  |       |       |       |  |
|  |                  |                   | 8.º              | Boca Juniors       | 2   |                  |                  |                  |   |  |             |             |                  |  |  |       |       |       |  |
|  |                  |                   |                  |                    |     |                  |                  |                  |   |  |             |             |                  |  |  |       |       |       |  |
|  |                  |                   |                  |                    |     |                  |                  |                  |   |  |             |             |                  |  |  |       |       |       |  |
|  |                  |                   |                  |                    |     |                  | 1.º              | San Lorenzo (BA) | 3 |  |             |             |                  |  |  |       |       |       |  |
|  |                  |                   |                  |                    |     |                  |                  |                  | 3 |  |             |             |                  |  |  |       |       |       |  |
|  |                  |                   | 5.º              | Ferro (BA)         | 1   |                  |                  |                  |   |  |             |             |                  |  |  |       |       |       |  |
|  |                  |                   | 5.º              | Ferro (BA)         | 1   |                  |                  |                  |   |  |             |             |                  |  |  |       |       |       |  |
|  |                  |                   |                  |                    |     |                  |                  |                  |   |  |             |             |                  |  |  |       |       |       |  |
|  |                  |                   |                  |                    |     |                  |                  |                  |   |  |             |             |                  |  |  |       |       |       |  |
|  |                  |                   |                  |                    |     |                  |                  |                  |   |  |             |             |                  |  |  |       |       |       |  |
|  |                  |                   |                  |                    |     |                  |                  |                  |   |  |             |             |                  |  |  |       |       |       |  |
|  |                  |                   |                  |                    |     |                  |                  |                  |   |  |             |             |                  |  |  |       |       |       |  |
|  |                  |                   |                  |                    |     |                  |                  |                  |   |  |             |             |                  |  |  |       |       |       |  |
|  |                  |                   |                  |                    |     |                  |                  |                  |   |  |             |             |                  |  |  |       |       |       |  |
|  |                  |                   |                  |                    |     |                  |                  |                  |   |  |             |             |                  |  |  |       |       |       |  |
|  |                  |                   |                  |                    |     |                  |                  |                  |   |  |             | 1.º         | San Lorenzo (BA) |  |  |       |       |       |  |
|  |                  |                   |                  |                    |     |                  |                  |                  |   |  |             |             |                  |  |  |       |       |       |  |
|  |                  |                   | 2.º              | Instituto          |     |                  |                  |                  |   |  |             |             |                  |  |  |       |       |       |  |
|  | 2.º              | Instituto         | 2.º              | Instituto          | 3   |                  |                  |                  |   |  |             |             |                  |  |  |       |       |       |  |
|  | 2.º              | Instituto         |                  |                    |     |                  |                  |                  |   |  |             |             |                  |  |  |       |       |       |  |
|  | 15.º             | Weber Bahía       | 0                |                    |     |                  |                  |                  |   |  |             |             |                  |  |  |       |       |       |  |
|  | 15.º             | Weber Bahía       | 0                |                    | 2.º | Instituto        | 3                |                  |   |  |             |             |                  |  |  |       |       |       |  |
|  |                  |                   |                  |                    | 2.º | Instituto        | 3                |                  |   |  |             |             |                  |  |  |       |       |       |  |
|  |                  |                   | 7.º              | Regatas Corrientes | 2   |                  |                  |                  |   |  |             |             |                  |  |  |       |       |       |  |
|  |                  |                   | 7.º              | Regatas Corrientes | 2   |                  |                  |                  |   |  |             |             |                  |  |  |       |       |       |  |
|  |                  |                   |                  |                    |     |                  |                  |                  |   |  |             |             |                  |  |  |       |       |       |  |
|  |                  |                   |                  |                    |     |                  |                  |                  |   |  |             |             |                  |  |  |       |       |       |  |
|  |                  |                   |                  |                    |     |                  | 2.º              | Instituto        | 3 |  |             |             |                  |  |  |       |       |       |  |
|  |                  |                   |                  |                    |     |                  |                  |                  | 3 |  |             |             |                  |  |  |       |       |       |  |
|  |                  |                   | 11.º             | Ciclista Olímpico  | 0   |                  |                  |                  |   |  |             |             |                  |  |  |       |       |       |  |
|  |                  |                   | 11.º             | Ciclista Olímpico  | 0   |                  |                  |                  |   |  |             |             |                  |  |  |       |       |       |  |
|  |                  |                   |                  |                    |     |                  |                  |                  |   |  |             |             |                  |  |  |       |       |       |  |
|  |                  |                   |                  |                    |     |                  |                  |                  |   |  |             |             |                  |  |  |       |       |       |  |
|  |                  |                   |                  |                    |     |                  |                  |                  |   |  |             |             |                  |  |  |       |       |       |  |
|  |                  |                   |                  |                    |     |                  |                  |                  |   |  |             |             |                  |  |  |       |       |       |  |
|  |                  |                   |                  |                    |     |                  |                  |                  |   |  |             |             |                  |  |  |       |       |       |  |
|  |                  |                   |                  |                    |     |                  |                  |                  |   |  |             |             |                  |  |  |       |       |       |  |
|  |                  |                   |                  |                    |     |                  |                  |                  |   |  |             |             |                  |  |  |       |       |       |  |
|  |                  |                   |                  |                    |     |                  |                  |                  |   |  |             |             |                  |  |  |       |       |       |  |
|  |                  |                   |                  |                    |     |                  |                  |                  |   |  |             |             |                  |  |  |       |       |       |  |
|  |                  |                   |                  |                    |     |                  |                  |                  |   |  |             |             |                  |  |  |       |       |       |  |

Nota: Los equipos ubicados en la primera línea obtuvieron ventaja de localía.
Los resultados a la derecha de cada equipo representan los partidos ganados en la serie.

### San Lorenzo (Buenos Aires)
La temporada de San Lorenzo comenzó con la renovación del entrenador Gonzalo García y los jugadores Nicolás Aguirre, Marcos Mata, Mathías Calfani, el U23 José Vildoza y Dar Tucker, a los cuales sumó a Jerome Meyinsse, Tyrone Curnell, Donald Sims, el U23 Máximo Fjellerup y Eric Dawson. Más tarde reemplazo a Curnell y a Dawson con Joel Anthony y Ramón Clemente. El ciclón jugó el Super 20 donde llegó a la final y perdió con Quimsa, además jugó y ganó la Liga de las Américas 2019 y participó en la Copa Intercontinental FIBA 2019.
En la Liga Nacional logró la mejor marca de la temporada con solo 6 derrotas en los 38 juegos, y comenzó los play-offs eliminando a Hispano Americano en tres juegos, luego se enfrentó a Boca Juniors y a pesar de tener varios jugadores lesionados logró vencer al equipo xeneize en cinco juegos. En semifinales eliminó a Ferro de Buenos Aires en cuatro juegos.

### Instituto
El elenco cordobés comenzó la temporada renovando contrato con Facundo Müller, el entrenador principal, y con la mayoría del equipo de la temporada pasada; Santiago Scala, Luciano González, Cristian Amicucci, Facundo Piñero, Gastón Whelan, el U-23  Enzo Rupcic y el extranjero Sam Clancy, Jr.. A ese equipo se sumaron Pablo Espinoza y el uruguayo Leandro García Morales.
El primer torneo de la temporada fue el Súper 20 y tras ganar cinco de ocho partidos accedió a octavos de final de manera directa, donde quedó emparejado con Comunicaciones de Mercedes. La serie fue al mejor de tres partidos, con formato 1-2, pero por pedido de los clubes se alteró el orden y comenzó en Córdoba con victoria del local 76-66. Luego en Mercedes ganó el equipo correntino 89 a 68 y el último encuentro, nuevamente en Córdoba, fue también para Comunicaciones que ganó 74 a 77 y avanzó de fase.
La Liga Nacional comenzó en diciembre justo después de disputar la final de la Liga Sudamericana y el equipo cordobés mantuvo su base de jugadores hasta fines de enero, cuando se fue Leandro García Morales por motivos extradeportivos. El reemplazo fue Glen Rice Jr., quien duró casi un mes hasta que fue cortado por motivos disciplinarios. Luego llegó Rodney Green y el último recambio del equipo se dio en el último día antes del cierre del mercado y fue por una lesión de Cristian Amicucci que lo marginó de disputar los play-offs. Ya con el equipo como segundo mejor ubicado se sumó Esteban Batista, el uruguayo llegó para disputar los play-offs.
Tras se el segundo mejor equipo de la fase regular se emparejó con el decimoquinto equipo, Bahía Basket, al cual eliminó en tres partidos. En cuartos de final jugó con Regatas Corrientes en una serie que llegó al quinto partido y resultó favorable al cuadro cordobés, mientras que en semifinales se enfrentó a Ciclista Olímpico, la revelación, que tras terminar décimo primero había llegado hasta esta instancia. Instituto ganó 3 a 0 las semifinales y clasificó a la final por primera vez en su historia.

### Enfrentamientos durante la temporada
San Lorenzo (BA) - Instituto
| 5 de abril, 22:00 | San Lorenzo (BA)                                          | 91–73                | Instituto                                                          | Buenos Aires                                                                                           |  |
|                   | Parciales: 20-23, 21-14, 29-21, 21-15                     |                      |                                                                    | |  |
|                   | Estadísticas Marcos Mata 20 Marcos Mata 11 José Vildoza 4 | Reporte Pts Reb Asts | Estadísticas 16 Rodney Green 8 Sam Clancy, Jr. 4 Cristian Amicucci | Pabellón: Polideportivo Roberto Pando Árbitros: * Fabricio Vito * Julio Dinamarca * Sebastián Moncloba |  |

| 29 de abril, 19:00 | Instituto                                                         | 71–85                | San Lorenzo (BA)                                            | Córdoba                                                                                    |  |
|                    | Parciales: 20-20, 22-20, 16-23, 13-22                             |                      |                                                             |                                                                                            |  |
|                    | Estadísticas Rodney Green 19 Sam Clancy, Jr. 9 Luciano González 3 | Reporte Pts Reb Asts | Estadísticas 16 José Vildoza 7 Dar Tucker 3 Mathías Calfani | Pabellón: Estadio Ángel Sandrín Árbitros: * Pablo Estévez * Javier Mendoza * Alberto Ponzo |  |

## Desarrollo
En la previa de la serie San Lorenzo partía como candidato pues ostentaba el título de tricampeón, además de haber ganado dos títulos americanos en los últimos tres años, sin embargo la ausencia de algunos titulares por condiciones físicas como Marcos Mata, Nicolás Aguirre y Dar Tucker diezmaban al experimentado equipo de Boedo, en el cual nueve jugadores habían disputado finales de Liga Nacional. Por su parte Instituto tenía cuatro jugadores que habían jugado la final, entre ellos Santiago Scala, que fue campeón con San Lorenzo en la temporada 2016-2017. También se destacaba que durante la temporada regular San Lorenzo había ganado los dos partidos entre los equipos, y sobre todo porque Instituto solo había perdido dos partidos en condición de local en esa fase.

Sabemos que ellos tienen una localía fuerte y hubiese estado bueno comenzar en el Sandrín como se venía dando pero ellos fueron los justos primeros de la temporada así que tenemos que ir a buscar el partido del jueves. Hay que tratar de que ellos en ofensiva no estén cómodos, jugar partidos con score bajo porque ellos tienen esa facilidad que anota cualquier jugador. También pueden en poco tiempo sacarte mucha ventaja, creo que es clave estar todo el partido enfocado y concentrado aunque suene redundante pero es de las cosas más importantes y acompañarlo con las tácticas de los entrenadores y lo que pone cada uno en la final.
Facundo Piñero, jugador de Instituto.

Mata y Aguirre tienen muchas ganas de estar. Depende de su evolución y de lo que nos digan los médicos. La predisposición del jugador siempre está, en eso me quedo tranquilo. Se armó un equipo largo para poder sortear estas circunstancias, lo que pasa que justo se nos da la lesión de estos dos jugadores, sumado un poquito también a la molestia de Tucker, pero el equipo lo ha hecho muy bien. Por suerte terminamos no solo ganando sino jugando de gran manera. El hincha siempre está, acompañó durante todo el año y en estos playoffs más que nunca. Muchas veces es un jugador más. Está la motivación de una nueva final y de que pueda ser un equipo que haga historia en La Liga de ganar cuatro títulos consecutivos, esperemos que haya energía positiva para todo
Gonzalo Eugenio García, entrenador de San Lorenzo.

El primer partido fue en cancha de San Lorenzo y solo con público local. El primer cuadro fue de bajo goleo y en Instituto rápidamente Sam Clancy llegó a dos faltas, relevándolo Esteban Batista. Tras ocho minutos del partido, cuando iban 8-8, el local mejoró y se llevó el cuarto 19 a 15. San Lorenzo arrancó el segundo cuarto ganando 7 a 0, pero Instituto reaccionó y además logró que Dar Tucker llegó a tres faltas, pero Clancy también llegó a la tercera falta. El fin del primer tiempo fue para el local, que ganaba 38 a 31. El tercer cuarto continuó como venía el encuentro y lo ganó "el ciclón", a pesar de que "la gloria" estuvo cerca de igualarlo, y el juego estaba 53 a 48. En ese tercer cuarto entró al partido Nicolás "el penka" Aguirre tras su lesión. El local arrancó mejor el último parcial y logró una ventaja de 14 puntos, además se fue expulsado Sam Clancy en Instituto, pero la visita logró revertir la situación y se acercó a 4, pero José Vildoza estiró la ventaja y el equipo de Gonzalo García manejó el cierre del encuentro a pesar de la envestida del equipo cordobés que llegó a estar a un punto, y sobre el final, una falta con pocos segundos en el reloj para San Lorenzo llevó a que entre Aguirre, que encestó uno de dos tiros libres, y Marcos Mata, que capturó el rebote del segundo libre (que Aguirre erró) hicieron que el primer punto del partido fuera para el vigente campeón.

Realmente creo que hubiera sido un milagro ganar el partido porque siempre corrimos desde atrás, creo que en los 40 minutos si fuimos ganando uno es mucho. Quizás el resultado final indica que la diferencia fue poca, por ahí remontamos sobre el final, pero nosotros tenemos que jugar otro partido. Si Mata no tomaba ese rebote estábamos dos abajo y teníamos cuatro segundos para tomar un tiro, pero el sábado la idea de juego tiene que ser otra
Facundo Müller, entrenador de Instituto.

El segundo juego comenzó con San Lorenzo con buen tiro de tres puntos que lo llevó a ganar el primer cuarto 21-15. En el segundo cuarto Instituto logró acercarse al empate, pero aun así se fue al descanso perdiendo 29-34 para el local. En el tercer cuarto el "ciclón" rápidamente estiró la ventaja a 18 y cerró el tercer cuarto ganando 60 a 44, cosa que Instituto no tardó en reaccionar y llegó a estar 2 puntos abajo (64 a 66) y allí Gonzalo García pidió minuto y el local revirtió la situación gracias a triples de José Vildoza y Mathías Calfani. El final del encuentro fue punto por punto y salió favorecido el local, que cerró el juego 78 a 74 y estiró la ventaja en la serie final.

Sabemos que su cancha hubo momentos en los que jugamos más fuertes que otros pero lo tenemos que hacer durante los 40 minutos en casa y eso nos ayudará a volver a nuestro juego mejorando en rebotes y corriendo más la cancha. La localía siempre es fuerte, ellos lo demostraron con la suya también. La gente seguramente el martes y jueves va a estar presente como lo hicieron en la temporada y esperamos que vayan a apoyarnos y alentarnos como fueron todo el año. Eso nos va a venir bien y nos va a jugar a favor.
Pablo Espinoza, jugador de Instituto, antes del tercer partido.

El tercer juego fue en el estadio de Instituto, el Ángel Sandrín, que en la temporada se convirtió en una fortaleza para el local tras ganar 24 juegos de 26. Todos los jugadores estuvieron en condiciones físicas de afrontar el tercer encuentro, el único que preocupó fue Rodney Green, del equipo cordobés, que había abandonado el anterior partido producto de un golpe en la rodilla. El partido comenzó con San Lorenzo dominando, tal es así que ganó el primer cuarto por 28 a 12. Esa diferencia se estiró hasta los 21 puntos, cuando ganaba la visita 38 a 17, allí el local reaccionó y logró un parcial 12-0 que redujo la distancia a tan solo 9 puntos, que luego se estiró a 12, y fueron al descanso largo 43 a 31 para el visitante. En el reinicio del juego y con el uruguayo Esteban Batista en cancha, el local continuó con la levantada, llegando a tener un parcial 11-0 que lo puso por delante en el marcador por primera vez en el partido cuando al tercer cuarto le quedaba menos de un minuto. El último cuarto siguió con Instituto al frente al marcador pero con San Lorenzo recuperando terreno, y a pesar de que "la gloria" podría haber terminado el juego ganando en el último cuarto, el "ciclón" logró empatar el partido en 64, y lo llevó a un tiempo suplementario. En el inicio del suplementario Dar Tucker, de San Lorenzo, dejó la cancha por molestias físicas, lo mismo que José Vildoza, y sumado a la buena defensa del conjunto local, el partido terminó 75 a 66 para Instituto, que descontó en la serie. 4
De cara al cuarto juego Rodney Green en el local y Dar Tucker y José Vildoza estuvieron en duda para ser parte del juego por problemas físicos. El partido comenzó con ambos equipos erráticos en ataque y con buenas defensas, sobre todo la del local, que de pelotas recuperadas logró ponerse en ventaja y se llevó el primer cuarto 20 a 14. En el segundo cuarto rápidamente San Lorenzo entró en penalización e Instituto pudo manejar mejor el juego para ir al descanso largo ganando 36 a 30. En el tercer cuarto Dar Tucker volvió a la cancha para la visita y anotó los primeros puntos, pero el local se aventajó en 10 puntos, distancia que luego se estiró hasta que Instituto ganaba 66 a 47, y allí reaccionó San Lorenzo que llegó a 55 para que el último cuarto estuviese más parejo. El "ciclón" comenzó el último cuarto descontando y a su vez "la gloria" bajó su nivel al punto tal que en los últimos minutos apenas los separaban 6 puntos, y luego 3 puntos, distancia que el local supo mantener para poder ganar el encuentro 83 a 80 y llevar la serie a un empate.
El quinto juego fue en cancha de San Lorenzo y allí el local impuso su localía en lo que fue el partido con mayor diferencia de la serie hasta ese entonces. 96 a 80 ganó "el ciclón" y se puso "match-point". El juego comenzó con dominio del visitante que ganó el primer cuarto pero San Lorenzo se recuperó y se fue abajo por uno al descanso largo. El tercer cuarto fue del local que lo ganó y llegó a estar 65 a 58 arriba, y en el último cuarto logró la máxima diferencia para llevarse así el quinto juego.
El sexto juego fue en Córdoba y allí el local empató y llevó la serie a séptimo juego tras 19 años. Fue 96 a 78 el encuentro que ganó Instituto y empató la serie. El primer cuarto fue para el local pero el segundo fue para la visita, que se fue al descanso ganando 45 a 44. El tercer cuarto siguió peleado y terminó 69 a 66 para el local y recién en el último segmento Instituto logró la ventaja que se plasmó en el marcador final.
De cara al séptimo y último juego, en Buenos Aires, y el único televisado por la señal principal de TyC Sports, todos los jugadores de Instituto estaban en condiciones físicas de afrontarlo, mientras que en el "ciclón" Mathías Calfani tenía una lesión en el aductor. Este fue el cuarto séptimo juego de la historia de La Liga, solo se llegó a este juego definitorio en las temporadas 1995-96, 1998-99 y 1999-2000. En el estadio de Instituto se montó una pantalla gigante para que los aficionados pudiesen ir a ver el partido allí, ya que rigió la veda de público visitante para toda la serie.

Tenemos que jugar como lo hicimos acá. Con una buena defensa, empezando por eso y luego todo lo demás como pasar el balón, tirar los tiros acertados, jugar juntos pero todo puede pasar en un juego. Creo que nadie esperaba que estemos en esta posición así que creo que toda la presión la tienen ellos.
Sam Clancy, jugador de Instituto.

El partido comenzó con el visitante dominando el encuentro al punto tal que ganó el primer cuarto 28 a 17, pero rápidamente reaccionó el local y gracias a efectividad y que Instituto perdió un par de pelotas, llegó a empatar el juego en 30. El segundo cuarto se puso más parejo y terminó 38 a 37 para San Lorenzo. El cansancio hizo mella en el equipo visitante y el local lo aprovechó para ganar el tercer cuarto y llegar a 58 a 51. En el último cuarto la defensa de Instituto mejoró e incluso el local perdió a Dar Tucker, que se fue expulsado, pero eso no impidió que "el ciclón" se lleve el juego 77 a 71 y además el título.

## Estadísticas

### Primer partido
| 20 de junio, 21:00 | San Lorenzo (BA)                                          | 71–69                | Instituto                                                           | Buenos Aires |  |  |
|                    | Parciales: 19-15, 19-16, 15-17, 18-21                     |                      |                                                                     | |  |  |
|                    | Estadísticas José Vildoza 12 José Vildoza 7 Donald Sims 6 | Reporte Pts Reb Asts | Estadísticas 17 Luciano González 14 Esteban Batista 4 Gastón Whelan | Pabellón: Polideportivo Roberto Pando Árbitros: * Juan Fernández * Diego Rougier * Oscar Brítez Televisión: TyC Sports 2 |  |  |
| Serie: 1 - 0       |                                                           |                      |                                                                     | |  |  |
|                    |                                                           |                      |                                                                     | |  |  |

| Jugador    | Jugador             | TJ             | Pts            | Reb            | As             |
| ---------- | ------------------- | -------------- | -------------- | -------------- | -------------- |
| 11         | José Vildoza        | 30:33          | 12             | 7              | 3              |
| 2          | Dar Tucker          | 18:47          | 6              | 1              | 0              |
| 55         | Jerome Meyinsse     | 19:58          | 10             | 4              | 0              |
| 21         | Mathías Calfani     | 18:46          | 2              | 7              | 1              |
| 5          | Donald Sims         | 31:03          | 11             | 2              | 6              |
| Suplentes  |                     |                |                |                |                |
| 10         | Máximo Fjellerup    | 16:09          | 8              | 3              | 1              |
| 7          | Nicolás Aguirre (C) | 12:00          | 8              | 1              | 1              |
| 6          | Marcos Mata         | 19:35          | 2              | 4              | 0              |
| 1          | Ramón Clemente      | 14:29          | 7              | 4              | 0              |
| 17         | Cristian Cardo      | 0:00           | —              | —              | —              |
| 50         | Joel Anthony        | 18:40          | 5              | 6              | 1              |
| 3          | Matías Morera       | 0:00           | —              | —              | —              |
| Entrenador | Entrenador          | Gonzalo García | Gonzalo García | Gonzalo García | Gonzalo García |

| Jugador    | Jugador                 | TJ             | Pts            | Reb            | As             |
| ---------- | ----------------------- | -------------- | -------------- | -------------- | -------------- |
| 5          | Gastón Whelan           | 31:30          | 7              | 1              | 4              |
| 50         | Sam Clancy, Jr. (C) (X) | 12:56          | 2              | 2              | 0              |
| 6          | Santiago Scala          | 28:02          | 7              | 2              | 0              |
| 16         | Rodney Green            | 27:30          | 5              | 5              | 3              |
| 10         | Facundo Piñero          | 28:44          | 10             | 5              | 1              |
| Suplentes  |                         |                |                |                |                |
| 8          | Luciano González        | 30:24          | 17             | 2              | 2              |
| 3          | Enzo Rupcic             | 0:00           | —              | —              | —              |
| 22         | Pablo Espinoza          | 16:11          | 8              | 6              | 0              |
| 7          | Nahuel Buchaillot       | 0:00           | —              | —              | —              |
| 15         | Esteban Batista         | 24:43          | 13             | 14             | 0              |
| Entrenador | Entrenador              | Facundo Müller | Facundo Müller | Facundo Müller | Facundo Müller |

- (C): capitán
- (X): expulsado

### Segundo partido
| 22 de junio, 21:00 | San Lorenzo (BA)                                           | 78–74                | Instituto                                                       | Buenos Aires |  |  |
|                    | Parciales: 21-15, 13-14, 26-15, 18-30                      |                      |                                                                 | |  |  |
|                    | Estadísticas Dar Tucker 20 Jerome Meyinsse 8 Donald Sims 5 | Reporte Pts Reb Asts | Estadísticas 21 Gastón Whelan 11 Pablo Espinoza 5 Gastón Whelan | Pabellón: Polideportivo Roberto Pando Árbitros: * Fernando Sampietro * Fabricio Vito * Leandro Lezcano. Televisión: TyC Sports 2 |  |  |
| Serie: 2 - 0       |                                                            |                      |                                                                 | |  |  |
|                    |                                                            |                      |                                                                 | |  |  |

| Jugador    | Jugador             | TJ             | Pts            | Reb            | As             |
| ---------- | ------------------- | -------------- | -------------- | -------------- | -------------- |
| 11         | José Vildoza        | 25:43          | 13             | 3              | 1              |
| 2          | Dar Tucker          | 32:47          | 20             | 4              | 0              |
| 55         | Jerome Meyinsse     | 25:53          | 6              | 8              | 1              |
| 21         | Mathías Calfani     | 19:29          | 7              | 6              | 2              |
| 5          | Donald Sims         | 32:20          | 17             | 4              | 5              |
| Suplentes  |                     |                |                |                |                |
| 10         | Máximo Fjellerup    | 5:31           | 3              | 1              | 0              |
| 7          | Nicolás Aguirre (C) | 20:07          | 2              | 1              | 1              |
| 6          | Marcos Mata         | 18:57          | 5              | 3              | 1              |
| 1          | Ramón Clemente      | 5:14           | 1              | 1              | 0              |
| 17         | Cristian Cardo      | 0:00           | —              | —              | —              |
| 50         | Joel Anthony        | 13:60          | 4              | 6              | 0              |
| 3          | Matías Morera       | 0:00           | —              | —              | —              |
| Entrenador | Entrenador          | Gonzalo García | Gonzalo García | Gonzalo García | Gonzalo García |

| Jugador    | Jugador             | TJ             | Pts            | Reb            | As             |
| ---------- | ------------------- | -------------- | -------------- | -------------- | -------------- |
| 5          | Gastón Whelan       | 28:26          | 21             | 4              | 5              |
| 50         | Sam Clancy, Jr. (C) | 23:08          | 2              | 4              | 0              |
| 6          | Santiago Scala      | 26:31          | 2              | 3              | 3              |
| 16         | Rodney Green        | 14:14          | 0              | 0              | 3              |
| 10         | Facundo Piñero      | 30:06          | 10             | 5              | 2              |
| Suplentes  |                     |                |                |                |                |
| 8          | Luciano González    | 32:38          | 20             | 5              | 1              |
| 3          | Enzo Rupcic         | 0:00           | —              | —              | —              |
| 22         | Pablo Espinoza      | 28:15          | 8              | 11             | 0              |
| 7          | Nahuel Buchaillot   | 0:00           | —              | —              | —              |
| 15         | Esteban Batista     | 16:42          | 11             | 9              | 1              |
| Entrenador | Entrenador          | Facundo Müller | Facundo Müller | Facundo Müller | Facundo Müller |

- (C): capitán

### Tercer partido
| 25 de junio, 21:00 | Instituto                                                          | 75–66                | San Lorenzo (BA)                                           | Córdoba |  |  |
|                    | Parciales: 12-28, 19-15, 20-8, 13-13 (T.E.: 11-2)                  |                      |                                                            | |  |  |
|                    | Estadísticas Rodney Green 18 Sam Clancy, Jr. 13 Luciano González 4 | Reporte Pts Reb Asts | Estadísticas 18 José Vildoza 10 Marcos Mata 3 José Vildoza | Pabellón: Estadio Ángel Sandrín Árbitros: * Pablo Estévez * Daniel Rodrigo * Leonardo Zalazar Televisión: TyC Sports 2 |  |  |
| Serie: 1 - 2       |                                                                    |                      |                                                            | |  |  |
|                    |                                                                    |                      |                                                            | |  |  |

| Jugador    | Jugador             | TJ             | Pts            | Reb            | As             |
| ---------- | ------------------- | -------------- | -------------- | -------------- | -------------- |
| 5          | Gastón Whelan       | 30:50          | 9              | 3              | 1              |
| 50         | Sam Clancy, Jr. (C) | 23:38          | 1              | 13             | 0              |
| 6          | Santiago Scala      | 22:56          | 4              | 3              | 4              |
| 16         | Rodney Green        | 32:52          | 18             | 6              | 2              |
| 10         | Facundo Piñero (X)  | 36:32          | 17             | 5              | 0              |
| Suplentes  |                     |                |                |                |                |
| 8          | Luciano González    | 32:19          | 15             | 0              | 4              |
| 3          | Enzo Rupcic         | 0:00           | —              | —              | —              |
| 12         | Santiago Bruera     | 0:00           | —              | —              | —              |
| 22         | Pablo Espinoza      | 24:31          | 0              | 8              | 1              |
| 30         | Juan Cruz Tulian    | 0:00           | —              | —              | —              |
| 7          | Nahuel Buchaillot   | 0:00           | —              | —              | —              |
| 15         | Esteban Batista     | 21:22          | 11             | 6              | 1              |
| Entrenador | Entrenador          | Facundo Müller | Facundo Müller | Facundo Müller | Facundo Müller |

| Jugador    | Jugador             | TJ             | Pts            | Reb            | As             |
| ---------- | ------------------- | -------------- | -------------- | -------------- | -------------- |
| 11         | José Vildoza        | 37:33          | 18             | 3              | 3              |
| 2          | Dar Tucker          | 30:48          | 16             | 6              | 2              |
| 55         | Jerome Meyinsse (X) | 22:12          | 6              | 6              | 0              |
| 21         | Mathías Calfani     | 20:59          | 8              | 5              | 2              |
| 5          | Donald Sims         | 21:18          | 2              | 1              | 3              |
| Suplentes  |                     |                |                |                |                |
| 10         | Máximo Fjellerup    | 6:60           | 1              | 1              | 0              |
| 7          | Nicolás Aguirre (C) | 20:48          | 5              | 5              | 1              |
| 6          | Marcos Mata         | 32:33          | 5              | 5              | 1              |
| 1          | Ramón Clemente      | 9:01           | 3              | 0              | 0              |
| 17         | Cristian Cardo      | 0:00           | —              | —              | —              |
| 50         | Joel Anthony        | 22:48          | 2              | 6              | 0              |
| 3          | Matías Morera       | 0:00           | —              | —              | —              |
| Entrenador | Entrenador          | Gonzalo García | Gonzalo García | Gonzalo García | Gonzalo García |

- (C): capitán
- (X): expulsado

### Cuarto partido
| 27 de junio, 21:00 | Instituto                                                        | 83–80                | San Lorenzo (BA)                                                | Córdoba |  |  |
|                    | Parciales: 20-14, 16-16, 30-25, 17-25                            |                      |                                                                 | |  |  |
|                    | Estadísticas Santiago Scala 23 Facundo Piñero 6 Luciano González | Reporte Pts Reb Asts | Estadísticas 16 Nicolás Aguirre 9 Ramón Clemente 3 José Vildoza | Pabellón: Estadio Ángel Sandrín Árbitros: * Alejandro Chiti * Diego Rougier * Oscar Brítez Televisión: TyC Sports 2 |  |  |
| Serie: 2 - 2       |                                                                  |                      |                                                                 | |  |  |
|                    |                                                                  |                      |                                                                 | |  |  |

| Jugador    | Jugador             | TJ             | Pts            | Reb            | As             |
| ---------- | ------------------- | -------------- | -------------- | -------------- | -------------- |
| 8          | Luciano González    | 29:25          | 8              | 3              | 4              |
| 5          | Gastón Whelan       | 27:49          | 6              | 4              | 1              |
| 50         | Sam Clancy, Jr. (C) | 23:38          | 3              | 5              | 2              |
| 16         | Rodney Green        | 26:01          | 20             | 3              | 3              |
| 10         | Facundo Piñero      | 33:25          | 12             | 6              | 1              |
| Suplentes  |                     |                |                |                |                |
| 3          | Enzo Rupcic         | 0:00           | —              | —              | —              |
| 12         | Santiago Bruera     | 0:00           | —              | —              | —              |
| 6          | Santiago Scala      | 25:48          | 23             | 2              | 0              |
| 22         | Pablo Espinoza      | 17:32          | 2              | 5              | 0              |
| 30         | Juan Cruz Tullian   | 0:00           | —              | —              | —              |
| 7          | Nahuel Buchaillot   | 0:00           | —              | —              | —              |
| 15         | Esteban Batista     | 16:22          | 9              | 3              | 2              |
| Entrenador | Entrenador          | Facundo Müller | Facundo Müller | Facundo Müller | Facundo Müller |

| Jugador    | Jugador                 | TJ             | Pts            | Reb            | As             |
| ---------- | ----------------------- | -------------- | -------------- | -------------- | -------------- |
| 11         | José Vildoza            | 15:35          | 0              | 3              | 3              |
| 2          | Dar Tucker              | 29:54          | 14             | 4              | 0              |
| 55         | Jerome Meyinsse         | 19:31          | 7              | 2              | 1              |
| 21         | Mathías Calfani         | 15:02          | 3              | 1              | 0              |
| 5          | Donald Sims             | 22:17          | 2              | 1              | 0              |
| Suplentes  |                         |                |                |                |                |
| 10         | Máximo Fjellerup        | 15:09          | 12             | 1              | 1              |
| 7          | Nicolás Aguirre (C) (X) | 25:39          | 16             | 2              | 3              |
| 6          | Marcos Mata             | 22:25          | 4              | 1              | 2              |
| 1          | Ramón Clemente          | 13:59          | 8              | 9              | 0              |
| 17         | Cristian Cardo          | 0:00           | —              | —              | —              |
| 50         | Joel Anthony            | 20:29          | 14             | 8              | 0              |
| 3          | Matías Morera           | 0:00           | —              | —              | —              |
| Entrenador | Entrenador              | Gonzalo García | Gonzalo García | Gonzalo García | Gonzalo García |

- (C): capitán
- (X): expulsado

### Quinto partido
| 29 de junio, 21:00 | San Lorenzo (BA)                                           | 96–80                | Instituto                                                        | Buenos Aires |  |  |
|                    | Parciales: 15-20, 20-16, 30-22, 31-22                      |                      |                                                                  | |  |  |
|                    | Estadísticas Dar Tucker 23 Marcos Mata 5 Nicolás Aguirre 6 | Reporte Pts Reb Asts | Estadísticas 19 Santiago Scala 11 Pablo Espinoza 4 Gastón Whelan | Pabellón: Polideportivo Roberto Pando Árbitros: * Pablo Estévez * Fernando Sampietro * Leandro Lezcano Televisión: TyC Sports 2 |  |  |
| Serie: 3 - 2       |                                                            |                      |                                                                  | |  |  |
|                    |                                                            |                      |                                                                  | |  |  |

| Jugador    | Jugador             | TJ             | Pts            | Reb            | As             |
| ---------- | ------------------- | -------------- | -------------- | -------------- | -------------- |
| 11         | José Vildoza        | 13:22          | 3              | 2              | 0              |
| 7          | Nicolás Aguirre (C) | 35:33          | 18             | 4              | 6              |
| 1          | Ramón Clemente      | 20:18          | 9              | 5              | 2              |
| 2          | Dar Tucker          | 27:28          | 23             | 4              | 1              |
| 55         | Jerome Meyinsse     | 23:11          | 20             | 5              | 1              |
| Suplentes  |                     |                |                |                |                |
| 10         | Máximo Fjellerup    | 10:16          | 0              | 2              | 1              |
| 6          | Marcos Mata (X)     | 29:59          | 4              | 5              | 5              |
| 17         | Cristian Cardo      | 0:00           | —              | —              | —              |
| 21         | Mathías Calfani (L) | 0:00           | —              | —              | —              |
| 5          | Donald Sims         | 23:04          | 11             | 1              | 1              |
| 30         | Joel Anthony        | 16:49          | 8              | 3              | 0              |
| 3          | Matías Morera       | 0:00           | —              | —              | —              |
| Entrenador | Entrenador          | Gonzalo García | Gonzalo García | Gonzalo García | Gonzalo García |

| Jugador    | Jugador             | TJ             | Pts            | Reb            | As             |
| ---------- | ------------------- | -------------- | -------------- | -------------- | -------------- |
| 8          | Luciano González    | 30:51          | 16             | 1              | 0              |
| 5          | Gastón Whelan       | 29:55          | 14             | 2              | 4              |
| 50         | Sam Clancy, Jr. (C) | 19:09          | 0              | 1              | 0              |
| 16         | Rodney Green        | 26:03          | 6              | 4              | 1              |
| 10         | Facundo Piñero      | 26:03          | 10             | 3              | 2              |
| Suplentes  |                     |                |                |                |                |
| 3          | Enzo Rupcic         | 1:46           | 0              | 0              | 0              |
| 6          | Santiago Scala      | 24:42          | 19             | 2              | 1              |
| 22         | Pablo Espinoza      | 22:26          | 0              | 0              | 0              |
| 7          | Nahuel Buchaillot   | 0:00           | —              | —              | —              |
| 15         | Esteban Batista     | 19:05          | 9              | 1              | 4              |
| Entrenador | Entrenador          | Facundo Müller | Facundo Müller | Facundo Müller | Facundo Müller |

- (C): capitán
- (X): expulsado
- (L): lesionado

### Sexto partido
| 1 de julio, 21:00 | Instituto                                                             | 96–78                | San Lorenzo (BA)                                           | Córdoba |  |  |
|                   | Parciales: 25-20, 19-25, 25-21, 27-12                                 |                      |                                                            | |  |  |
|                   | Estadísticas Luciano González 32 Sam Clancy, Jr. 8 Luciano González 3 | Reporte Pts Reb Asts | Estadísticas 22 José Vildoza 6 José Vildoza 6 José Vildoza | Pabellón: Estadio Ángel Sandrín Árbitros: * Alejandro Chiti * Fabricio Vito * Daniel Rodrigo Televisión: TyC Sports 2 |  |  |
| Serie: 3 - 3      |                                                                       |                      |                                                            | |  |  |
|                   |                                                                       |                      |                                                            | |  |  |

| Jugador    | Jugador             | TJ             | Pts            | Reb            | As             |
| ---------- | ------------------- | -------------- | -------------- | -------------- | -------------- |
| 8          | Luciano González    | 35:47          | 32             | 2              | 3              |
| 5          | Gastón Whelan       | 26:02          | 2              | 3              | 3              |
| 50         | Sam Clancy, Jr. (C) | 18:28          | 12             | 8              | 1              |
| 16         | Rodney Green        | 22:59          | 8              | 2              | 1              |
| 10         | Facundo Piñero      | 26:13          | 20             | 0              | 2              |
| Suplentes  |                     |                |                |                |                |
| 6          | Santiago Scala      | 27:05          | 6              | 1              | 2              |
| 22         | Pablo Espinoza      | 20:03          | 0              | 7              | 0              |
| 15         | Esteban Batista     | 21:32          | 16             | 8              | 0              |
| 3          | Enzo Rupcic         | 0:57           | 0              | 1              | 0              |
| 12         | Santiago Bruera     | 0:00           | —              | —              | —              |
| 30         | Juan Cruz Tulian    | 0:00           | —              | —              | —              |
| 7          | Nahuel Buchaillot   | 0:53           | 0              | 0              | 1              |
| Entrenador | Entrenador          | Facundo Müller | Facundo Müller | Facundo Müller | Facundo Müller |

| Jugador    | Jugador             | TJ             | Pts            | Reb            | As             |
| ---------- | ------------------- | -------------- | -------------- | -------------- | -------------- |
| 11         | José Vildoza        | 37:36          | 22             | 6              | 6              |
| 7          | Nicolás Aguirre (C) | 36:52          | 7              | 4              | 6              |
| 1          | Ramón Clemente      | 17:50          | 4              | 3              | 0              |
| 2          | Dar Tucker (X)      | 27:29          | 10             | 5              | 1              |
| 55         | Jerome Meyinsse     | 11:16          | 5              | 5              | 0              |
| Suplentes  |                     |                |                |                |                |
| 10         | Máximo Fjellerup    | 4:55           | 0              | 0              | 0              |
| 6          | Marcos Mata         | 22:10          | 7              | 3              | 2              |
| 17         | Cristian Cardo      | 0:00           | —              | —              | —              |
| 21         | Mathías Calfani (L) | 0:00           | —              | —              | —              |
| 5          | Donald Sims         | 13:08          | 6              | 0              | 0              |
| 50         | Joel Anthony        | 28:44          | 17             | 3              | 0              |
| 3          | Matías Morera       | 0:00           | —              | —              | —              |
| Entrenador | Entrenador          | Gonzalo García | Gonzalo García | Gonzalo García | Gonzalo García |

- (C): capitán
- (X): expulsado
- (L): lesionado

### Séptimo partido
| 4 de julio, 21:00 | San Lorenzo (BA)                                           | 79–71                | Instituto                                                       | Buenos Aires |  |  |
|                   | Parciales: 17-28, 20-10, 21-13, 21-20                      |                      |                                                                 | |  |  |
|                   | Estadísticas Dar Tucker 25 Marcos Mata 5 Nicolás Aguirre 5 | Reporte Pts Reb Asts | Estadísticas 16 Rodney Green 10 Esteban Batista 5 Gastón Whelan | Pabellón: Polideportivo Roberto Pando Árbitros: * Pablo Estévez * Fabricio Vito * Leandro Lezcano Televisión: TyC Sports |  |  |
| Serie: 4 - 3      |                                                            |                      |                                                                 | |  |  |
|                   |                                                            |                      |                                                                 | |  |  |

| Jugador    | Jugador             | TJ             | Pts            | Reb            | As             |
| ---------- | ------------------- | -------------- | -------------- | -------------- | -------------- |
| 11         | José Vildoza        | 25:05          | 8              | 1              | 1              |
| 7          | Nicolás Aguirre (C) | 35:51          | 5              | 4              | 5              |
| 6          | Marcos Mata         | 21:02          | 3              | 6              | 1              |
| 2          | Dar Tucker (X)      | 21:24          | 25             | 1              | 2              |
| 55         | Jerome Meyinsse     | 22:42          | 15             | 3              | 1              |
| Suplentes  |                     |                |                |                |                |
| 10         | Máximo Fjellerup    | 13:38          | 7              | 4              | 0              |
| 1          | Ramón Clemente      | 9:35           | 0              | 2              | 0              |
| 17         | Cristian Cardo      | 0:00           | —              | —              | —              |
| 21         | Mathías Calfani     | 12:39          | 0              | 2              | 1              |
| 5          | Donald Sims         | 19:31          | 10             | 2              | 1              |
| 50         | Joel Anthony        | 18:33          | 6              | 4              | 0              |
| 3          | Matías Morera       | 0:00           | —              | —              | —              |
| Entrenador | Entrenador          | Gonzalo García | Gonzalo García | Gonzalo García | Gonzalo García |

| Jugador    | Jugador             | TJ             | Pts            | Reb            | As             |
| ---------- | ------------------- | -------------- | -------------- | -------------- | -------------- |
| 8          | Luciano González    | 34:02          | 13             | 1              | 1              |
| 5          | Gastón Whelan       | 33:16          | 10             | 5              | 5              |
| 50         | Sam Clancy, Jr. (C) | 21:21          | 9              | 4              | 0              |
| 16         | Rodney Green        | 24:57          | 16             | 6              | 1              |
| 10         | Facundo Piñero      | 35:22          | 13             | 3              | 2              |
| Suplentes  |                     |                |                |                |                |
| 3          | Enzo Rupcic         | 0:00           | —              | —              | —              |
| 6          | Santiago Scala      | 18:33          | 2              | 1              | 0              |
| 22         | Pablo Espinoza      | 13:50          | 0              | 3              | 0              |
| 7          | Nahuel Buchaillot   | 0:00           | —              | —              | —              |
| 15         | Esteban Batista     | 18:39          | 8              | 10             | 1              |
| Entrenador | Entrenador          | Facundo Müller | Facundo Müller | Facundo Müller | Facundo Müller |

- (C): capitán
- (X): expulsado